# Ferenc Kiss (Ringer)
Ferenc Kiss (* 5. Januar 1942 in Nick, Komitat Vas; † 8. September 2015) war ein ungarischer Ringer und Bronzemedaillengewinner bei den Olympischen Spielen 1972 in München im griechisch-römischen Stil im Schwergewicht.

## Werdegang
Ferenc Kiss begann 1954 in Budapest mit dem Ringen. Der Verein, für den er startete, war „Ganz-Mávag“ Budapest. Ferenc spezialisierte sich auf den griechisch-römischen Stil. 1965 wurde er erstmals ungarischer Meister im Halbschwergewicht. Bereits ein Jahr vorher hatte er bei den Olympischen Spielen in Tokio mit einem guten 6. Platz im Halbschwergewicht sein Debüt bei internationalen Meisterschaften gegeben.
Bei der Weltmeisterschaft 1965 in Tampere zeigte Ferenc große Fortschritte, denn er blieb in fünf Kämpfen ungeschlagen und wurde hinter dem Sowjeten Valeri Anissimow Vizeweltmeister.
Bei der Weltmeisterschaft 1966 in Toledo/USA verfehlte Ferenc mit dem 4. Platz im Halbschwergewicht knapp eine Medaille. Eine Niederlage gegen Nicolae Martinescu aus Rumänien, mit dem er sich in den nächsten Jahren noch viele heiße Duelle liefern sollte, verhinderte, dass er in den Medaillenkampf eingreifen konnte.
Bei der Europameisterschaft 1967 in Minsk gelang Ferenc dann der erste Titelgewinn. Mit sechs Siegen wurde er souverän Europameister. Zu den von ihm besiegten Ringern gehörten die Weltklasseathleten Nicolae Martinescu, Wassili Merkulow aus der Sowjetunion und Per Svensson aus Schweden. Bei der Weltmeisterschaft des gleichen Jahres in Bukarest unterlag Ferenc dem neuen sowjetischen Star Nikolai Jakowenko und verpasste knapp eine Medaille.
1968 gelang Ferenc bei der Europameisterschaft in Västerås erneut der Titelgewinn. Umso enttäuschender für ihn kam deshalb das Abschneiden bei den Olympischen Spielen des gleichen Jahres in Mexiko-Stadt. Er unterlag seinem alten Konkurrenten Nicolae Martinescu und überraschenderweise auch gegen Jürgen Klinge aus Leipzig und kam nur auf den 8. Platz im Halbschwergewicht.
Auf Grund einer Neueinteilung der Gewichtsklassen durch den internationalen Ringerverband (FILA) startete Ferenc Kiss ab 1969 im Schwergewicht. 1969 konnte er allerdings an keinen internationalen Meisterschaften teilnehmen, weil der ungarische Verband zur Europameisterschaft in Modena keine Ringer entsandte, weil Italien das Hissen der DDR-Flagge untersagt hatte und die sozialistischen Staaten deshalb diese Veranstaltung boykottierten und Ungarn zur Weltmeisterschaft im argentinischen Mar del Plata aus Kostengründen keine Ringer entsandte.
Das Jahr 1970 war für Ferenc dann wieder sehr erfolgreich. Zunächst wurde er im Frühjahr in Berlin ohne Niederlage, aber mit drei unentschieden Kämpfen, Vizeeuropameister, wobei er in einem unentschieden verlaufenen Kampf Jürgen Klinge wiederum nicht besiegen konnte und dann belegte er im Herbst in Edmonton bei der Weltmeisterschaft ebenfalls den 2. Platz. Auch bei dieser Veranstaltung blieb er ohne Niederlage. Allerdings verhinderten drei unentschiedene Kämpfe gegen Stefan Petrow aus Bulgarien, Per Svensson und Nicolae Martinescu seinen Sieg.
Nach einem etwas schwächeren Jahr 1971 gelang Ferenc dann bei seiner dritten Teilnahme an Olympischen Spielen 1972 in München doch noch der Gewinn einer olympischen Medaille. Nach drei Siegen wurden dabei im Kampf Fernec Kiss gegen Lorenz Hecher aus der BRD beide Ringer wegen Passivität disqualifiziert und mit je 4 Fehlpunkten belastet. Dies führte zum Ausscheiden beider Ringer, was für Ferenc aber zum Gewinn der Bronzemedaille reichte. Für Ferenc war diese Disqualifikation aber besonders hart, denn der von ihm bereits besiegte Nicolae Martinescu wurde so noch Olympiasieger.
Nach der Weltmeisterschaft 1973 in Teheran, bei der Ferenc noch einmal einen guten 4. Platz belegte, trat er vom aktiven Wettkampfringen zurück. Er absolvierte eine Trainerausbildung und war zunächst in seinem Verein „Ganz-Mávag“ und dann beim Budapesti VSC Trainer, ehe er 1990 Trainer bei der ungarischen Nationalmannschaft der Ringer im griechisch-römischen Stil wurde.

### Internationale Erfolge
(OS = Olympische Spiele, WM = Weltmeisterschaft, EM = Europameisterschaft, GR = griechisch-römischer Stil, Hs = Halbschwergewicht, S = Schwergewicht, damals bis 97 kg bzw. 100 kg Körpergewicht)
- 1964, 6. Platz, OS in Tokio, GR, Hs, mit Siegen über Petar Cucic, Jugoslawien und Maruti Mane, Indien, einem Unentschieden gegen Per Svensson, Schweden und einer Niederlage gegen Rostom Abaschidse, Sowjetunion;
- 1965, 2. Platz, WM in Tampere, GR, Hs, mit Siegen über Tore Hem, Norwegen, Kenjirō Hiraki, Japan und Gerald Conine, USA und Unentschieden gegen Bojan Radew, Bulgarien und Czesław Kwieciński, Polen;
- 1966, 6. Platz, EM in Essen, GR, Hs, mit einem Sieg über Gerhard Du Prie, Niederlande und Unentschieden gegen Gürbüz Lü, Türkei, Alexei Karmazkich, Sowjetunion und Nicolae Martinescu, Rumänien;
- 1966, 4. Platz, WM in Toledo/USA, GR, Hs, mit Siegen über Aimo Mäenpää, Finnland und Peter Jutzeler, Schweiz, Unentschieden gegen Valeri Anissimow, Sowjetunion und Per Svensson und einer Niederlage gegen Nicolae Martinescu;
- 1967, 1. Platz, EM in Minsk, GR,Hs, mit Siegen über Peter Wismer, DDR, Nicolae Martinescu, Stefan Petrow, Bulgarien, Heinz Kiehl, BRD, Wassili Merkulow, Sowjetunion und Per Svensson;
- 1967, 4. Platz, WM in Bukarest, GR,Hs, mit Siegen über Hattori, Japan und Czeslaw Kwieciński, einem Unentschieden gegen Josip Čorak, Jugoslawien und einer Niederlage gegen Nikolai Jakowenko, Sowjetunion;
- 1968, 1. Platz, EM in Västerås, GR, Hs, mit Siegen über Ariel De Diego, Spanien, Jan Amnaes, Dänemark, Mehmet Necdet Ucar, Türkei und Bojan Radew, Bulgarien und einem Unentschieden gegen Nicolae Martinescu;
- 1968, 8. Platz, OS in Mexiko-Stadt, GR, Hs, mit einem Sieg über Heinz Kiehl und Niederlagen gegen Nicolae Martinescu und Jürgen Klinge, DDR;
- 1970, 2. Platz, EM in Berlin, GR, S, mit Siegen über Karl-Heinz Gerdsmeier, BRD, Gerhard Du Prie und Marin Kolew, Bulgarien und Unentschieden gegen Jürgen Klinge, Per Svensson und Wassili Merkulow;
- 1970, 2. Platz, WM in Edmonton, GR, S, mit Siegen über Shizuo Yada, Japan und Wacław Orłowski, Polen und Unentschieden gegen Stefan Petrow, Per Svensson und Nicolae Martinescu;
- 1971, 9. Platz, EM in Sofia, GR, S, mit einem Sieg über Isao Yamaguchi, Japan, einem Unentschieden gegen Wassili Merkulow und Niederlagen gegen Nicolae Martinescu und Per Svensson;
- 1972, Bronzemedaille, OS in München, GR, S, mit Siegen über Andrzej Skrzydlewski, Polen, Fredi Albrecht, DDR und Nicolae Martinescu; im Kampf Kiss gegen Lorenz Hecher aus der BRD wurden beide Ringer wegen Passivität disqualifiziert. Beide Ringer wurden dafür mit 4 Fehlpunkten belastet und schieden aus.
- 1973, 4. Platz, WM in Teheran, GR, S, mit Siegen über James Dushen, USA und Yasunari Akiyama, Japan und Niederlagen gegen Nikolai Balboschin, Sowjetunion und Kamen Lozanow Goranow, Bulgarien

### Ungarische Meisterschaften
Ferenc Kiss wurde 1965 und 1966 ungarischer Meister im Halbschwergewicht sowie 1969, 1970, 1971 und 1972 im Schwergewicht.